# Gonomyia nigrohalterata
Gonomyia nigrohalterata är en tvåvingeart som beskrevs av Edwards 1923. Gonomyia nigrohalterata ingår i släktet Gonomyia och familjen småharkrankar. Inga underarter finns listade i Catalogue of Life.